# Richard Layton Butler

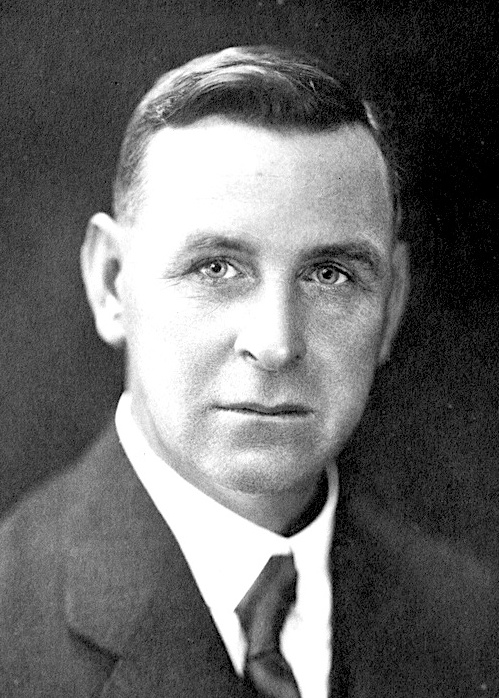
Richard Layton Butler (1927)

The Hon Sir Richard Layton Butler, KCMG (* 31. März 1885 in Yattalunga, One Tree Hill, Gawler, South Australia; † 21. Januar 1966 in Adelaide, South Australia) war ein australischer Politiker der Liberal Union, der Liberal Federation sowie später der Liberal and Country League, der unter anderem  von 1915 bis 1918 sowie zwischen 1921 und 1938 Mitglied des South Australian House of Assembly sowie zwischen 1927 und 1930 und erneut von 1933 bis 1938 Premierminister von South Australia war.

## Leben
Richard Layton Butler war der Sohn des Politikers Sir Richard Butler (1850–1925), der zwischen 1890 und 1924 Mitglied des South Australian House of Assembly, mehrmals Minister sowie 1905 für 147 Tage ebenfalls Premier von South Australia war. Er war zunächst als Farmer und Viehzüchter tätig. Bei den Wahlen am 27. März 1915 wurde er für die Liberal Union als Nachfolger seines Parteifreundes Oscar Duhst im Mehrpersonen-Wahlkreis Wooroora erstmals zum Mitglied der South Australian House of Assembly gewählt, des Unterhauses des Parlaments von South Australia, und vertrat diesen bis zu seiner Niederlage wegen seiner Unterstützung der Wehrpflicht gegen James McLachlan am 5. April 1918. Bei den Wahlen am 9. April 1921 wurde er für die Liberal Union im Mehrpersonen-Wahlkreis Wooroora erneut zum Mitglied der Legislativversammlung gewählt und konnte sich dabei gegen Allan Robertson von der Australian Labor Party durchsetzen. Er vertrat diesen Wahlkreis nach seinen Wiederwahlen bis zu dessen Auflösung am 19. März 1938, wobei er seit 1922 der Liberal Federation sowie seit 1932 der Liberal and Country League angehörte, die aus der Liberal Union hervorgingen.

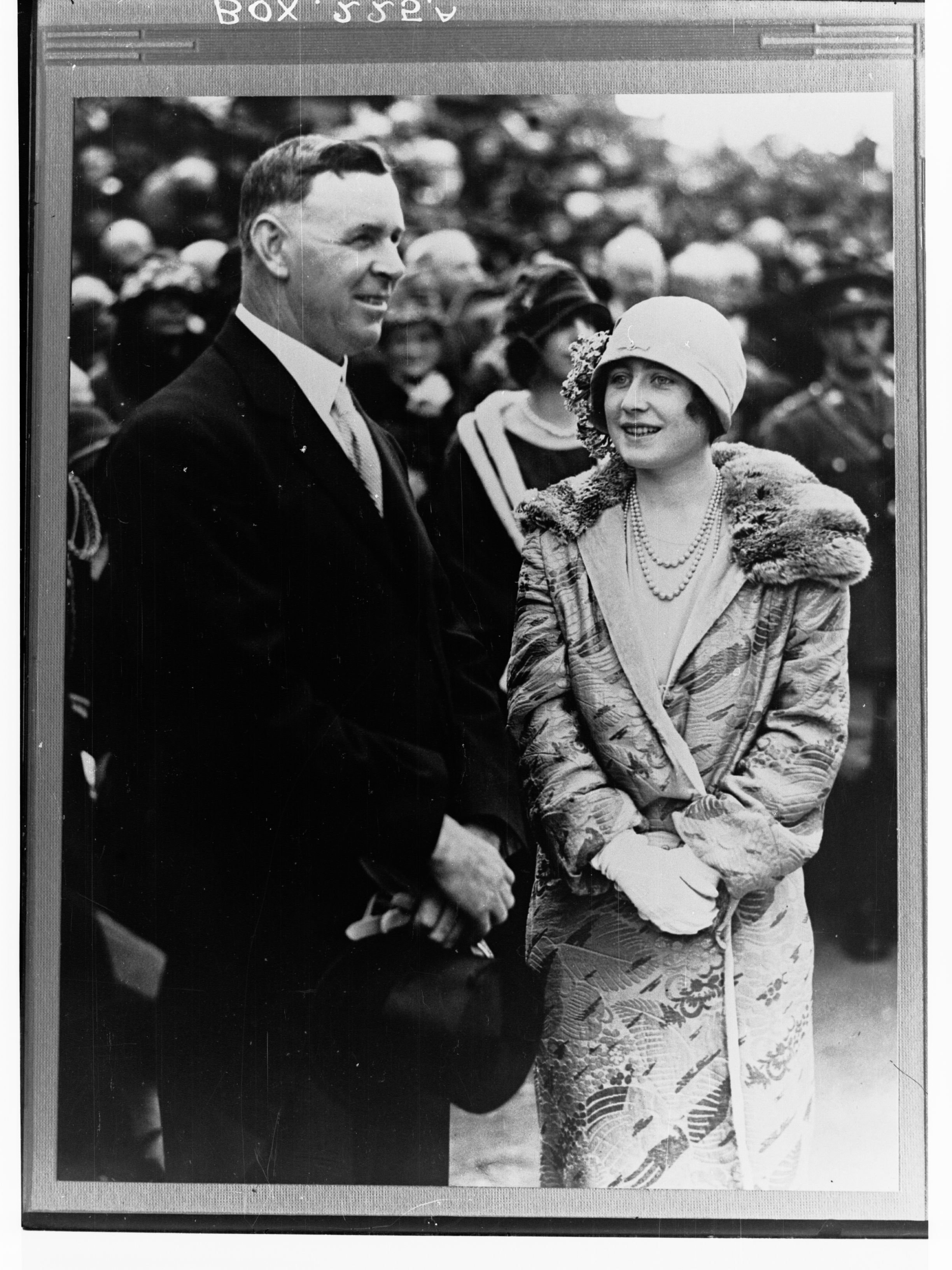
Butler mit Elizabeth Bowes-Lyon, Her Royal Highness The Duchess of York (1. Mai 1927).

Er war zeitweilig Parlamentarischer Geschäftsführer (Whip) der Fraktion der Liberal Federation und wurde als Nachfolger von Henry Barwell am 17. Dezember 1925 Parteivorsitzender und zugleich Oppositionsführer (Leader of the Opposition) in der Legislativversammlung. Nachdem die Liberalen bei den Wahlen vom 26. März 1927 mit 23 der 46 Sitze im House of Assembly als stärkste Fraktion hervorging, bildete Butler am 8. April 1927 als Premierminister von South Australia seine erste Regierung, die die Regierung der Labor Party von Premier Lionel Hill ablöste. In seiner bis zum 17. April 1930 amtierenden Regierung fungierte er zudem zwischen dem 8. April 1927 und dem 17. April 1930 als Schatzminister (Treasurer) und ferner vom 8. April 1927 bis zum 15. Januar 1930 als Eisenbahnminister (Minister of Railways). Aufgrund seiner geäußerten Besorgnis über die finanzielle Situation des Bundesstaates verabschiedete Butler ein Gesetz zur finanziellen Unterstützung des am stärksten betroffenen ländlichen Sektors. Eine Kombination aus organisierter Opposition und der Beginn der Weltwirtschaftskrise führte allerdings zur Niederlage von seiner Regierung bei den Wahlen am 5. April 1930 als seine Liberal Federation zehn ihrer 23 Sitze verlor, während die Labor Party 14 Sitze hinzugewann und mit 30 der 46 Sitze in der Legislativversammlung über eine deutliche absolute Mehrheit verfügt. Daraufhin bildete Lionel Hill am 17. April 1930 als Premier seine zweite Regierung, während Butler abermals Oppositionsführer wurde. Am 7. August 1930 wurde ihm der Höflichkeitstitel The Honourable verliehen.

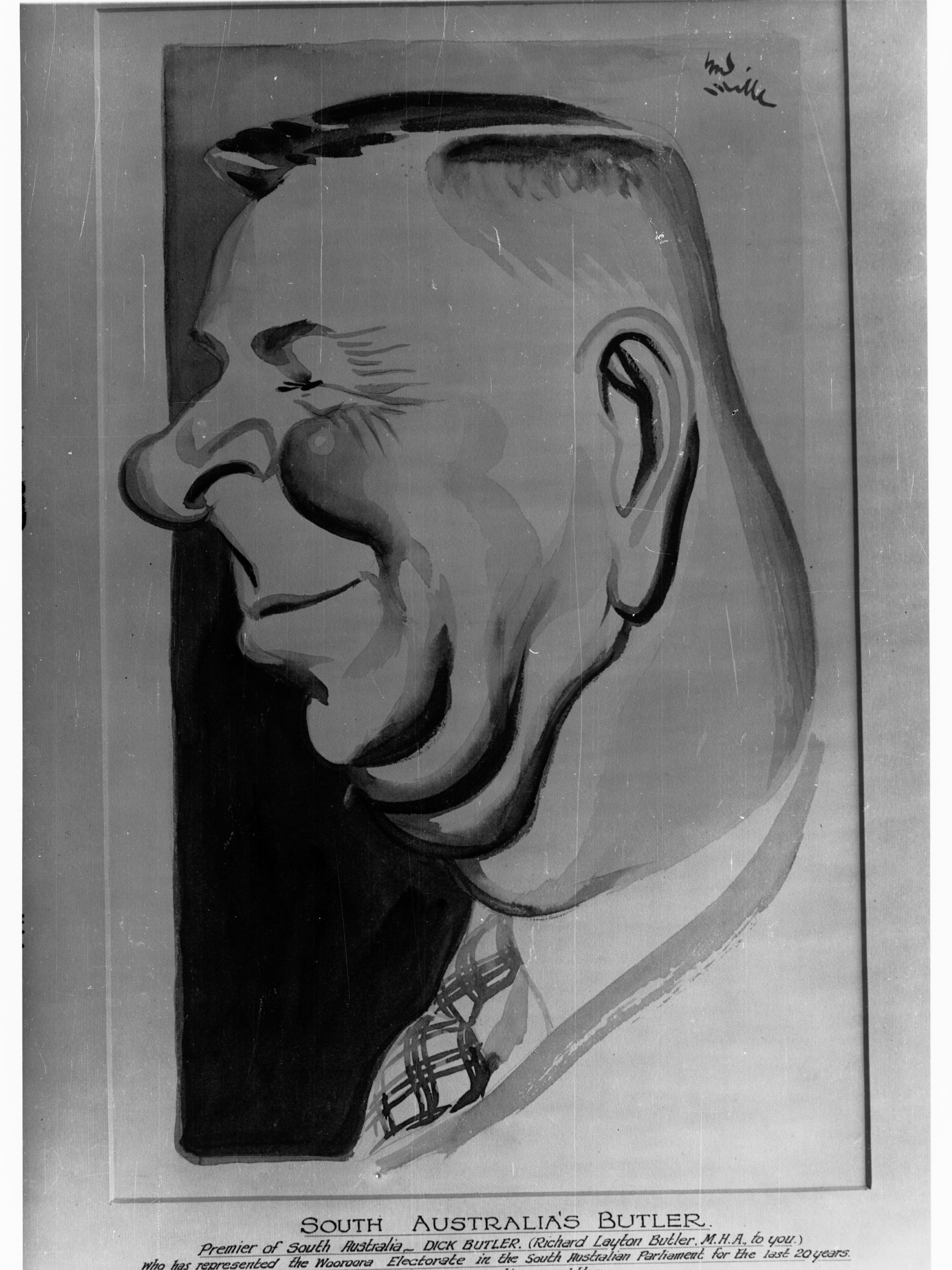
Karikatur von Premier Butler (1935).

Mit dem Zusammenbruch der unpopulären zweiten Regierung von Premier Hill gewann die aus der Liberal Federation hervorgegangene Liberal and Country League (LCL) bei den Wahlen am 8. April 1933 29 der 46 Sitze im South Australian House of Assembly, während die Labor Party trotz des neuen Spitzenkandidaten Edgar Dawes 24 ihrer 30 Sitze verlor, darunter den von Dawes selbst, und nur noch mit sechs Abgeordneten vertreten war. Im Anschluss bildete Butler am 18. April 1933 als Premier seine bis zum 5. November 1938 amtierende zweite Regierung, in der er zwischen dem 18. April 1933 und dem 5. November 1938 zugleich die Ämter als Schatzminister sowie als Einwanderungsminister (Minister of Immigration) übernahm. Unter Butlers Führung war South Australia der erste Bundesstaat, der seinen Haushalt nach der Depression ausglich, und obwohl die Primärindustrie unter seiner Führung nicht florierte, wurden viele Zugeständnisse gemacht, um die Sekundärindustrie in den Staat zu locken. Er gründete auch den South Australian Housing Trust, der arbeitenden Menschen beim Bau ihrer eigenen Häuser helfen sollte. Weiterhin kam es auch zu großen Veränderungen in der Struktur des Parlaments: Die Amtszeit des Parlaments wurde von drei auf fünf Jahre verlängert, die Zahl der Mitglieder im Unterhaus wurde von 46 auf 39 reduziert und es wurden Einzel-Wahlkreise eingeführt. Butler war oft taktlos und wurde immer unbeliebter, und bei der Wahl am 19. März 1938 verloren die Liberalen ihre absolute Mehrheit im House of Assembly als sie 14 ihrer 29 Sitze verloren und nur noch 15 Parlamentsmitglieder stellten. Allerdings konnte auch die Labor Party ihre Mandate nur leicht von sechs auf neun Sitze verbessern, während parteilose Unabhängige die restlichen 16 Abgeordneten stellten. Diese unterstützten mehrheitlich eine neuerliche Regierungsbildung durch Premier Butler, der bei der Wahl am 19. März 1938 im neu geschaffenen Wahlkreis Light zum Mitglied der Legislativversammlung gewählt wurde. Am 5. November 1938 trat er als Premierminister sowie als Vorsitzender der Liberal and Country League und wurde in beiden Funktionen von Thomas Playford IV abgelöst, der in der Folgezeit bis zum 10. März 1965 mit 26 Jahre 125 Tagen Amtszeit der Premier von South Australia mit der längsten Regierungszeit wurde. Zugleich legte er am 5. November 1938 sein Parlamentsmandat für den Wahlkreis Light nieder, welches daraufhin bei der erforderlichen Nachwahl am 21. Januar 1939 von seinem Parteifreund Herbert Michael gewonnen wurde.

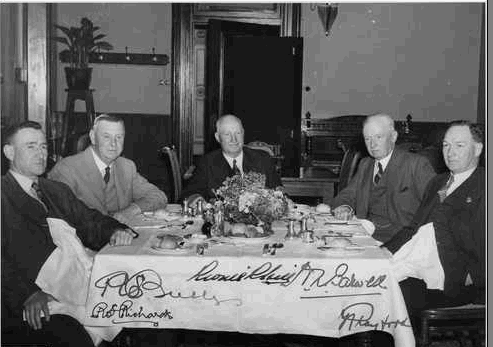
Die ehemaligen Premiers von South Australia Robert Richards, Sir Richard Layton Butler, Lionel Hill, Sir Henry Barwell und Amtsinhaber Sir Thomas Playford IV bei einem Treffen (1940).

Butler bewarb sich daraufhin bei einer Nachwahl im Wahlkreis Wakefield um das Mandat für diesen Wahlkreis im Australischen Repräsentantenhaus, das durch den Tod des bisherigen Wahlkreisinhabers Charles Hawker von der United Australia Party (UAP) am 25. Oktober 1938 nachzubesetzen war. Als gemeinsamer Kandidat von LCL/UAP galt Butler als Favorit, unterlag allerdings mit 21.549 Stimmen (43,3 Prozent) deutlich dem Kandidaten der Labor Party, Sydney McHugh, der aufgrund des „Two-party-preferred vote“-Systems nach Zurechnung des Großteils der Stimmen des dritten unabhängigen Kandidaten Percy Quirke auf 28.255 Wählerstimmen (56,7 Prozent) kam.
Für seine Verdienste wurde Richard Layton Butler am 8. Juni 1939 als Knight Commander des Order of St Michael and St George (KCMG) nobilitiert, wodurch er fortan das Prädikat „Sir“ führte. Trotz wiederholter Versuche, wieder in das politische Leben einzusteigen, kehrte er nie wieder dorthin zurück, sondern übernahm verschiedene Funktionen in der Wirtschaft Südaustraliens. Er fungierte als Vorstandsvorsitzender der Staatlichen Kontrollbehörde für flüssige Brennstoffe (State Liquid Fuel Control Board) und war zeitweise Direktor für Notfalltransporte im Straßenverkehr Emergency Road Transport, der Elektrizitätswerke von Adelaide Adelaide Electric Supply Co. Ltd sowie des Zelluloseunternehmens Cellulose (Australia) Pty, Ltd.
Aus seiner Ehe mit Maud Draper gingen ein Sohn und zwei Töchter hervor.

## Hintergrundliteratur
- R. F. I. Smith: The Butler Government in South Australia, 1933–1938, M.A. Thesis, University of Adelaide, 1964
- M. J. Thompson: Government and Depression in South Australia, 1927–1934, M.Ec. Thesis, Flinders University, 1972
- J. Lonie: Conservatism and Class in South Australia During the Depression Years 1929–1934, M.A. Thesis, University of Adelaide, 1973
- A. D. Blatcher: Consensus and Revision: The Non-Labor Political Parties in South Australia, 1932–1944, B.A. Thesis, Flinders University, 1974